# Rosroe Bog SAC
Rosroe Bog SAC este o arie protejată (arie specială de conservare — SAC, sit de importanță comunitară — SCI) din Irlanda întinsă pe o suprafață de 264,2 ha, integral pe uscat.

## Localizare
Centrul sitului Rosroe Bog SAC este situat la coordonatele 53°24′35″N 9°52′20″W / 53.409763°N 9.872286°V.

## Înființare
Situl Rosroe Bog SAC a fost declarat sit de importanță comunitară în ianuarie 2002 pentru a proteja un număr necunoscut de specii din flora spontană și fauna sălbatică aflate în arealul zonei. Situl a fost protejat și ca arie specială de conservare în septembrie 2019.

## Biodiversitate
Situată în ecoregiunea atlantică, aria protejată conține 2 habitate naturale: Turbării de acoperire (* exclusiv pentru turbării active), Depresiuni pe substraturi de turbă de Rhynchosporion.
La baza desemnării sitului se află un număr nedeclarat de specii protejate.